# LGV Mannheim - Stuttgart
La ligne Mannheim - Stuttgart est une ligne à grande vitesse d'une longueur totale de 99 km reliant les villes de Mannheim et de Stuttgart, mise en service le 2 juin 1991
La ligne relie Mannheim Hauptbahnhof :
- à la gare de Stuttgart Hauptbahnhof

## Caractéristiques
Elle est réservée aux ICE 1, ICE 2, ICE 3 et TGV POS ou 2N2 avec une vitesse de pointe de 250 km/h. Trains InterCity et EuroCity circulent avec un maximum de 200 km/h sur le tronçon.

## Tracé

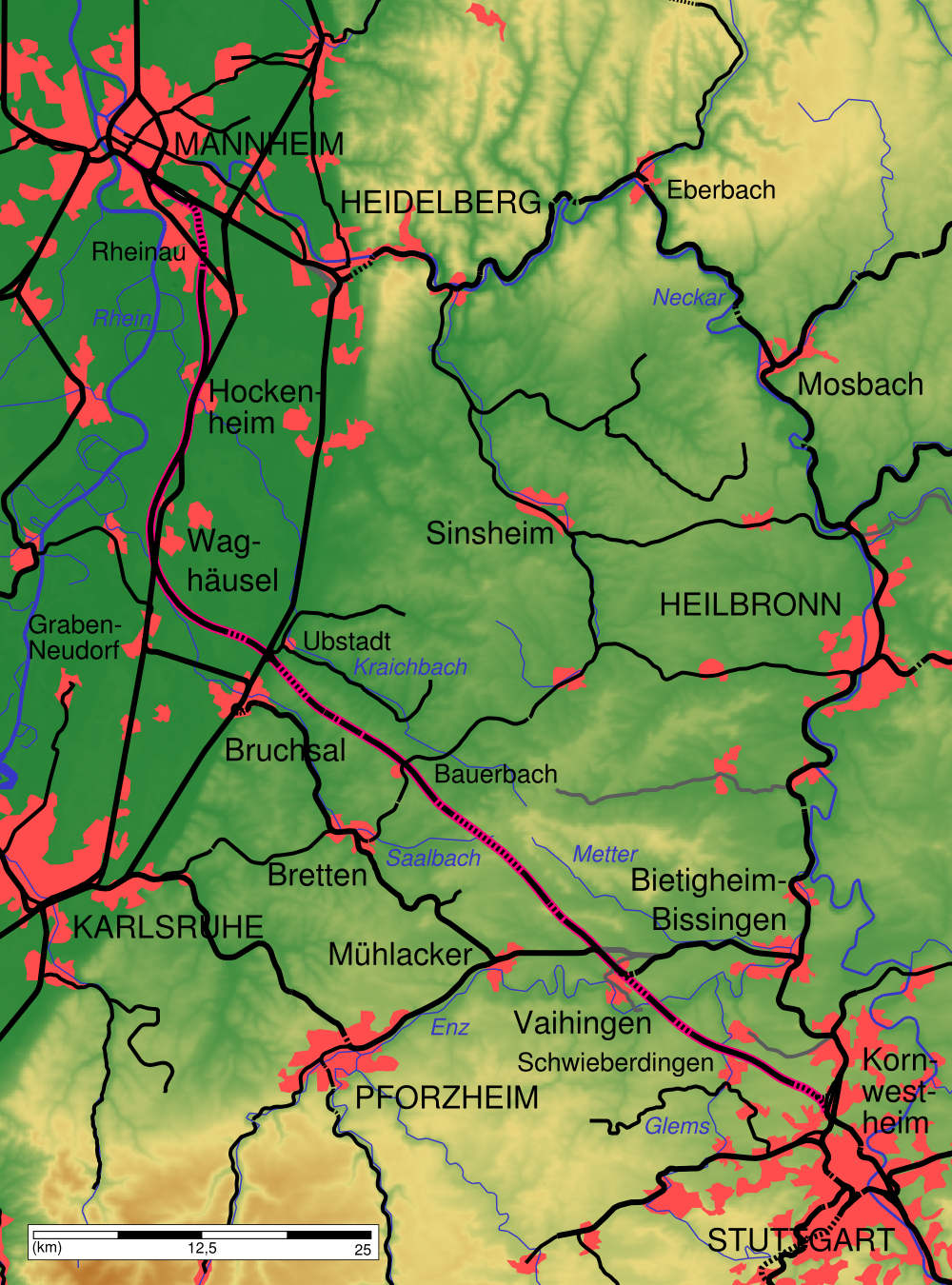
Tracé Mannheim-Stuttgart

La nouvelle ligne commence à l'ouest à Mannheim et descend jusqu'à Kornwestheim.

## Données techniques
- Vitesse maximum : 250 km/h/280 km/h
- Alimentation électrique : 15 kV 16 2/3 Hz